# Gaik (Murowanka)
Gaik – nieoficjalna część wsi Murowanka w Polsce położony w województwie mazowieckim, w powiecie pułtuskim, w gminie Pokrzywnica.
Gaik znajduje się w granicach sołectwa Murowanka.